# هوندا سي بي 600 إف
هوندا سي بي 600 إف(بالإنجليزية: Honda CB600F)‏ هي دراجة نارية من تصنيع هوندا.